# Isodiametra cuernos
Isodiametra cuernos är en plattmaskart som beskrevs av Hooge och Tyler 2008. Isodiametra cuernos ingår i släktet Isodiametra och familjen Isodiametridae. Inga underarter finns listade i Catalogue of Life.